# Пеницилл сплетающийся
Пеници́лл (пеници́ллий) сплета́ющийся (лат. Penicíllium turbátum) — вид несовершенных грибов (телеоморфная стадия неизвестна), относящийся к роду Пеницилл (Penicillium).

## Описание
Колонии на агаре Чапека несколько ограниченнорастущие, за 14 дней достигают диаметра 3—4 см, бархатистые, радиально- и неправильно-складчатые, спороносящие в бледных серовато-зелёных тонах. Экссудат практически отсутствует или немногочисленный. Запах неопределённый. Реверс кремовый до бледно-оранжевого, в среду выделяется бледный оранжевый пигмент.
На CYA колонии на 14-е сутки 4,5—5 см в диаметре, радиально-складчатые, в центре кратеровидные, бархатистые, слабо спороносящие в сероватых тонах, с единичными капельками коричневатого экссудата. В среду выделяется бледный янтарный пигмент.
На агаре с солодовым экстрактом (MEA) колонии 5—6 см в диаметре на 14-е сутки, обильно спороносящие в сине-зелёных тонах по всей поверхности. Образует мягкие белые или желтоватые склероции до 150 мкм в диаметре.
Конидиеносцы обычно строго одноярусные, редко с 1—2 боковыми веточками, гладкостенные. Фиалиды по 4—8 в пучке, суженные в длинную шейку, 10—14 × 2,2—3 мкм. Конидии эллипсоидальные, практически гладкие, 3,5—5,5 × 2,5—4 мкм.

### Отличия от близких видов
Penicillium thomii образует жёсткие склероции.

## Экология
Нечасто выделяемый широко распространённый гриб, встречающийся в почве либо в качестве эндофита.

## Таксономия
Penicillium turbatum Westling, Ark. Bot. 11 (1): 128 (1911).